# Pergalumna formicaria
Pergalumna formicaria är en kvalsterart som först beskrevs av Berlese 1914.  Pergalumna formicaria ingår i släktet Pergalumna och familjen Galumnidae. Inga underarter finns listade i Catalogue of Life.